# Eurosis
Az Eurosis a spanyol Ska-P harmadik albuma 1998-ból.

## Számok
1. "Circo Ibérico"
2. "Villancico"
3. "España Va Bien"
4. "Paramilitar"
5. "Simpático Holgazán"
6. "Kémalo"
7. "Poder Pa'l Pueblo"
8. "Juan Sin Tierra"
9. "Kacikes"
10. "América Latina Libre"
11. "Al Turrón"
12. "Seguimos en Pie"